# دنی رابا
دنی رابا (انگلیسی: Dani Raba؛ زادهٔ ۲۹ اکتبر ۱۹۹۵) بازیکن فوتبال اهل اسپانیا است که برای باشگاه فوتبال ویارئال بازی می‌کند.
وی همچنین یک فصل به‌صورت قرضی که در باشگاه فوتبال اوئسکا بازی کرده‌است.